# Newtonia duparquetiana
Newtonia duparquetiana är en ärtväxtart som först beskrevs av Henri Ernest Baillon, och fick sitt nu gällande namn av Ronald William John Keay. Newtonia duparquetiana ingår i släktet Newtonia och familjen ärtväxter. Inga underarter finns listade i Catalogue of Life.